# Ola John
Ola John (Zwedru, 19 de maio de 1992) é um futebolista neerlandês de origem liberiana que atua como  ponta-esquerda. 

## Vida Pessoal
Com apenas 2 anos de idade, Ola fugiu com sua mãe e irmãos da Libéria para os Países Baixos. Seu pai foi morto durante a sangrenta Primeira Guerra Civil da Libéria. Ola só voltou ao continente africano no Campeonato Mundial da Juventude na Nigéria em 2009. Tal como os seus irmãos Collins e Paddy, Ola aderiu à academia de jovens do FC Twente.

## Carreira

### FC Twente
A temporada 2011-12 foi a alavanca grande para Ola no Twente, pois ele passa a ter um lugar na equipa titular com Co Adriaanse no início da temporada, não querendo por isso perder, a concorrência para a posição de esquerda-frente, com Nacer Chadli que voltou de lesão. Ele também liderou o ranking de assistências (6) da  fase de grupos da Liga Europa da UEFA. No jogo do Twente(em casa) para a Liga Europa contra o Odense BK, a 3 de novembro, John fez todas as três assistências para a vitória por 3-2. Ola John foi influente na campanha na Eredivisie, fazendo dois gols na vitória por 6-2 sobre FC Utrecht, a 4 de Dezembro de 2011. Em fevereiro de 2012, John foi selecionado para representar a Seleção Neerlandesa num particular com a Inglaterra, em Wembley.

### Benfica
A 24 de Maio de 2012 assinou pelo Benfica um contrato válido de 6 anos (até 2018), ficando com uma cláusula de rescisão no valor de 45 milhões de euros.
Marcou o seu primeiro golo pelo Benfica no jogo contra o Celtic a contar para a Liga dos Campeões, que o Benfica venceu por 3-1.
Em janeiro de 2014 o Benfica decidiu emprestar o jogador ao Hamburgo, equipa do Campeonato Alemão (Bundesliga), até ao final da temporada, devido à pouca utilização que o jogador estava a ter naquela época, fruto da maior concorrência que existia no plantel. 
Na época de 2015-2016 foi contratado pelo Reading, de Inglaterra. 
Em agosto de 2016, John foi novamente emprestado, desta vez ao Toulouse.

## Seleção nacional
Em Fevereiro de 2012, Ola John foi convocado pela primeira vez por Bert van Marwijk para representar a Seleção dos Países Baixos num particular contra a Inglaterra no Estádio de Wembley. A 7 de Maio de 2012, foi eleito para a lista provisória de 36 jogadores para o UEFA Euro 2012, embora não tenha chegado a integrar a convocatória final.

## Títulos
Twente
- Copa dos Países Baixos: 2011
- Supercopa dos Países Baixos: 2011

 Benfica
- Campeonato Português: 2013-14, 2014-2015
- Supertaça Cândido de Oliveira: 2014
- Taça da Liga: 2013-2014, 2014-2015

## Ligações Externas
- slbenfica.pt (em português)